# Campoletis punctata
Campoletis punctata är en stekelart som först beskrevs av Bridgman 1886.  Campoletis punctata ingår i släktet Campoletis och familjen brokparasitsteklar. Arten är reproducerande i Sverige. Inga underarter finns listade.